# Campionati europei di hockey su pista 1937
Il Campionato europeo di hockey su pista 1937 (in inglese 1937 Rink Hockey European Championship) è stata la decima edizione della massima competizione europea per le rappresentative di hockey su pista maschili maggiori e fu organizzata dalla Fédération Internationale de Roller Sports. La competizione si svolse dal 14 al 17 maggio 1937 a Herne Bay in Inghilterra.  
La vittoria finale è andata alla nazionale dell'Inghilterra che si è aggiudicata il torneo per la decima volta nella sua storia.

## Formula
Il campionato europeo 1937 vide la partecipazione di sette nazionali europee. La manifestazione fu organizzata tramite un girone all'italiana con gare di sola andata; erano assegnati due punti per l'incontro vinto, un punto a testa per l'incontro pareggiato e zero la sconfitta. Al termine del torneo la squadra prima classificata venne proclamata campione d'Europa.

## Squadre partecipanti
| Pr. | Squadra     | Partecipazioni precedenti al torneo                      |
| --- | ----------- | -------------------------------------------------------- |
| 1   | Belgio      | 9 (1926, 1927, 1928, 1929, 1930, 1931, 1932, 1934, 1936) |
| 2   | Francia     | 9 (1926, 1927, 1928, 1929, 1930, 1931, 1932, 1934, 1936) |
| 3   | Germania    | 9 (1926, 1927, 1928, 1929, 1930, 1931, 1932, 1934, 1936) |
| 4   | Inghilterra | 9 (1926, 1927, 1928, 1929, 1930, 1931, 1932, 1934, 1936) |
| 5   | Italia      | 7 (1926, 1927, 1928, 1929, 1931, 1934, 1936)             |
| 6   | Portogallo  | 4 (1930, 1931, 1932, 1936)                               |
| 7   | Svizzera    | 9 (1926, 1927, 1928, 1929, 1930, 1931, 1932, 1934, 1936) |

Nota bene: nella sezione "partecipazioni precedenti al torneo" le date in grassetto indicano la squadra che ha vinto quell'edizione del torneo mentre le partecipazioni in corsivo indicano quando il torneo era parte integrante del campionato mondiale

## Svolgimento del torneo

### Classifica
| Pos | Squadra     | Pt | G | V | N | P | GF | GS | DG  |
| --- | ----------- | -- | - | - | - | - | -- | -- | --- |
| 1.  | Inghilterra | 12 | 6 | 6 | 0 | 0 | 37 | 10 | +27 |
| 2.  | Svizzera    | 8  | 6 | 3 | 2 | 1 | 15 | 19 | -4  |
| 3.  | Portogallo  | 7  | 6 | 3 | 1 | 2 | 11 | 9  | +2  |
| 4.  | Italia      | 7  | 6 | 3 | 1 | 2 | 20 | 20 | 0   |
| 5.  | Belgio      | 6  | 6 | 3 | 0 | 3 | 14 | 17 | -3  |
| 6.  | Germania    | 2  | 6 | 1 | 0 | 5 | 18 | 25 | -7  |
| 7.  | Francia     | 0  | 6 | 0 | 0 | 6 | 13 | 28 | -15 |

### Risultati
| Herne Bay 15 maggio 1937 | Germania | 7 – 6 | Francia |  |

| Herne Bay 15 maggio 1937 | Germania | 3 – 4 | Italia |  |

| Herne Bay 15 maggio 1937 | Belgio | 1 – 6 | Inghilterra |  |

| Herne Bay 15 maggio 1937 | Belgio | 1 – 2 | Svizzera |  |

| Herne Bay 15 maggio 1937 | Francia | 1 – 9 | Inghilterra |  |

| Herne Bay 15 maggio 1937 | Italia | 4 – 3 | Portogallo |  |

| Herne Bay 17 maggio 1937 | Germania | 2 – 3 | Belgio |  |

| Herne Bay 17 maggio 1937 | Belgio | 0 – 1 | Portogallo |  |

| Herne Bay 17 maggio 1937 | Francia | 2 – 3 | Italia |  |

| Herne Bay 17 maggio 1937 | Francia | 2 – 4 | Svizzera |  |

| Herne Bay 17 maggio 1937 | Inghilterra | 3 – 1 | Portogallo |  |

| Herne Bay 17 maggio 1937 | Inghilterra | 10 – 2 | Svizzera |  |

| Herne Bay 18 maggio 1937 | Germania | 2 – 5 | Inghilterra |  |

| Herne Bay 18 maggio 1937 | Germania | 1 – 3 | Portogallo |  |

| Herne Bay 18 maggio 1937 | Belgio | 3 – 2 | Francia |  |

| Herne Bay 18 maggio 1937 | Italia | 2 – 2 | Svizzera |  |

| Herne Bay 18 maggio 1937 | Portogallo | 1 – 1 | Svizzera |  |

| Herne Bay 19 maggio 1937 | Germania | 3 – 4 | Svizzera |  |

| Herne Bay 19 maggio 1937 | Belgio | 6 – 4 | Italia |  |

| Herne Bay 19 maggio 1937 | Francia | 0 – 2 | Portogallo |  |

| Herne Bay 19 maggio 1937 | Inghilterra | 4 – 3 | Italia |  |